# 振り逃げ
振り逃げ（ふりにげ）とは、野球において、捕手が第3ストライクが宣告された投球を正規に捕球できなかった場合に、三振で直ちにアウトになることを免れた打者が一塁への進塁を試みるプレイを指す。この名称は俗称であり、野球規則にこれを表現する用語は存在しない。

## 概要
打者がストライクを3回宣告されると、その打者には三振が記録される。しかしながら、一塁に走者がいない、もしくは二死の状況で、捕手が第3ストライクにあたる投球を正規に捕球（後述）できなかった場合には、打者は一塁への進塁を試みることができる。このとき打者をアウトにするには、打者が一塁に到達する前に打者または一塁に触球しなければならない。打者がアウトにならずに一塁に到達すると、走者として一塁を占有することができる。
このプレイを日本では一般に振り逃げと呼んでいる（正式名称は存在しない）。英語においてはUncaught third strike、もしくはDropped third strikeと呼ばれる（いずれも「捕球されなかった第3ストライク」の意）。
打者が振り逃げを試みることのできる場面においては、球審はその投球を捕手が正規に捕球したかどうかにかかわらず「ストライク・スリー」と宣告し、「ストライク・バッターアウト」のような宣告は用いない。ただし、正規に捕球がなされていなければ、「ノー・キャッチ」を宣告することはできる。また、塁審や両チーム、観客に「振り逃げできる状態である」ことを示すための何らかの動作を行う。例えば、右手で水平に指一本を伸ばして一塁方向を指す（上向きに挙げるとアウトと誤解されるため）、右手を開いて挙げる（握って挙げるとアウトと誤解されるため）などの動作が見られる。
打者が三振を喫したにもかかわらず出塁が許されるという根底には、1つのアウトが成立するためには攻撃側の失敗（つまり三振）のみでは不十分で、守備側もなすべきこと（正確な捕球）をしなくてはならないという考えがある（ルールの変遷と振り逃げ参照）。
振り逃げが成功した場合でも、打者には三振が、投手には奪三振が記録される。また同時に暴投または捕逸が記録される。ただし、捕手が一塁へ正確に送球すればアウトにできたにもかかわらず、悪送球したために打者を一塁またはそれ以降の塁に生かしてしまった場合には、暴投も捕逸も記録されず、捕手に失策が記録され、捕手が一塁へ正確に送球したにもかかわらず一塁手が落球したために打者が一塁またはそれ以降の塁に生きた場合は、一塁手に失策が記録される。なお、振り逃げによる打者に対する三振は、通常のアウトになった三振と区別するために「逃三振」や「振逃」などと表される場合がある。
三振が記録されても振り逃げが成功すれば打者はアウトにはならないことから、1イニングで4つ以上の三振が成立し得る。メジャーリーグでは1イニング4奪三振が1901年以降50回以上記録されている。イースタン・リーグでは1イニング5奪三振（2回振り逃げされ5つ目の奪三振でやっとアウト）が記録された例もある。

## 振り逃げができる条件

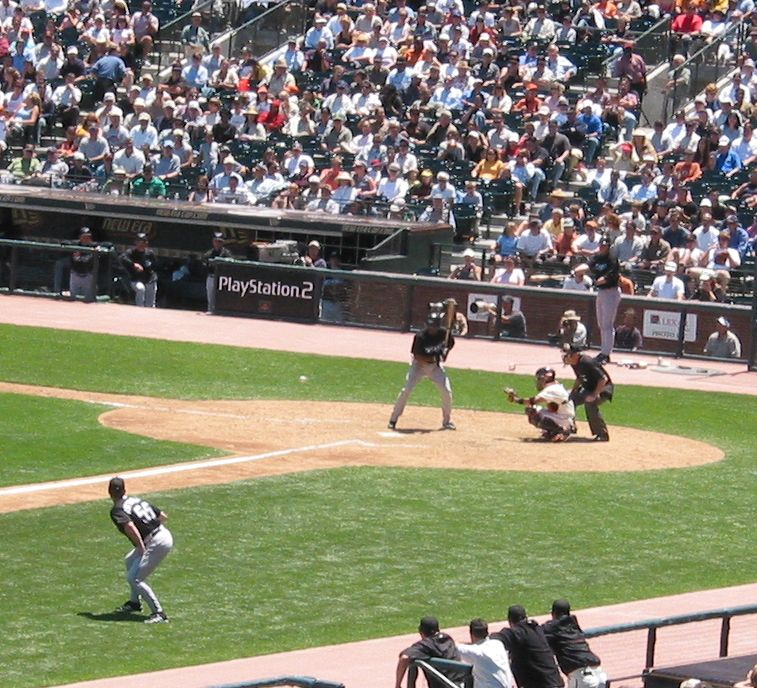
本塁周辺の土の部分：ダートサークル

第3ストライクが宣告されたとき次の条件を全て満たしている場合、打者は振り逃げを試みることができる。
- 第3ストライクの投球を、捕手が正規に捕球しなかった。
  - ここでいう「正規の捕球」とは、「投手のインフライト（ノーバウンド）の投球を捕手の手またはミットでしっかり受け止め、かつそれを確実につかむ[5] こと」である。つまり、捕手が投球を確実につかめなかったときはもちろんのこと、打者の空振りの前または後に地面に触れた投球を捕手が手またはミットで確実につかんでも、正規の捕球には該当しない[6]。
  - ファウルチップの場合、即ち、打者のバットをかすめて鋭く捕手のほうに飛んだ球が、最初に捕手の身体または用具に触れて、はね返ったものを地面に触れる前に捕手が確実に保持することができた場合は、「正規の捕球」に該当する[7]。このとき、身体または用具に手またはミットを用具をかぶせるように捕球することも許される[6]。第2ストライク後のファウルチップが正規の捕球となった場合は打者はアウトとなり、また正規の捕球とならなかった場合はファウルボール等となり第3ストライクとはならない。いずれにしてもファウルチップの場合は振り逃げができる条件には該当しない。
- 一塁に走者がいない。または、一塁に走者がいてもアウトカウントが二死である。
  - この条件の理由については後に詳述。
- 打者が走塁を放棄していない。
  - 打者が第3ストライクが正規に捕球されていないことに気がつかず一塁に向かおうとしなかった場合、ダートサークル[注 3] から出た時点で走塁放棄とみなされ、アウトが宣告される[8]。

例外として以下の場合は、第3ストライクとともに打者はただちにアウトとなり、かつボールデッドとなる。
1. 第3ストライクの投球が打者に触れた。
  - 空振りをした打者に投球が触れた（空振りをしなければ死球となる投球など）。
  - ストライクゾーンを通過、もしくは通過するであろう投球に打者が触れた。
2. 2ストライク後のバントがファウルボールとなる（いわゆる「スリーバント失敗」）。
3. 第3ストライクの投球が、ホームスチールを試みた走者に触れた（1と同様、打者が空振りするか、ストライクゾーンを通過したボールを見送った場合。打者のアウトにより三死とならない場合は、盗塁としてこの進塁は認められる）。
  - なお、投手が投手板から足を外して本塁にボールを投げた場合は、投球ではなく送球の扱いとなり、ストライク・ボールの判定は行われない。よって、第3ストライクの宣告も有り得ないから、打者は振り逃げできない。また、走者に当たっても守備妨害でない限りボールデッドにはならないので、他に走者がいる場合、進塁を試みてよい。

### 振り逃げとアウトカウント・一塁走者との関係
無死または一死で一塁に走者がいる場合、第3ストライクが宣告されれば、打者は振り逃げを試みることができず、ただちにアウトとなる。これは、一塁走者がいる状態で振り逃げを認めると、捕手がわざと第3ストライクを正規に捕球しないことで一塁走者に進塁義務を発生させ、容易に併殺を試みることができる状態になり、攻撃側が著しく不利になるからである。
二死の場合は併殺は起こりえないので、一塁に走者がいても打者は振り逃げを試みることができる。この場合、一塁走者にも進塁義務が発生し、フォースプレイの対象になる。同様に走者一・二塁の場合には二塁走者にも、満塁の場合は三塁走者にも進塁義務が発生する。従ってこのような場合は、二塁走者の三塁到達よりも先に三塁に送球したり、三塁走者の本塁到達以前にボールを拾った捕手が本塁を踏んだりなどすることで、走者をフォースアウトにしてイニングを終了することができる。

## なぜ「振り逃げ」というのか
規定自体は公認野球規則5.05(a)(2)および5.09(a)(2)に置かれているが、振り逃げという言葉はその規則文のどこにも書かれていない（もっと正確に言えば、何の名称もつけられていない）。したがってルール上の用語ではなく、野球中継の実況解説などでも「いわゆる『振り逃げ』」と表現される場合がある。
しかしながら、「振り逃げ」という呼称もこのルールの本質を正確に現したものではない。打者が空振りをしなかったが投球がストライクゾーンを通過したために第3ストライク（つまり「見逃し三振」の状態）が宣告されたとき、捕手がこの投球を完全捕球できなかった場合も「振り逃げ」できる状態となる。この場合、打者は一塁に向かって進塁してよく、打者がバットを振ったかどうかは関係ない（デイリースポーツやサンケイスポーツで記者を務めた庵原英夫はこれを食い逃げと表現している）。
ただ、捕手が正規に捕球できないような投球はストライクゾーンから外れていることが多く、そのような投球は打者が空振りをしないとストライクにならないため、日本では一般に「振り逃げ」という用語が用いられている。

## ルールの変遷と振り逃げ
野球の創生期においては、打者は投手に対し「高め」「真ん中」「低め」という投球の高さを指定することができ、投手は下手投げから打者に打ちやすい球を投げることが役目であった。
しかし「試合時間の短縮化」と「試合のスリリング化」を求めてルールは改定され、1858年、打者が打たなかった投球に対して「ストライク」が宣告されるようになる。また、3回ストライクが宣告されたら打者は必ず一塁に走るように変化していった。
そして、1880年に「第3ストライクの投球を捕手が直接捕球すれば、打者はアウトになる」とルールが改定された。即ち、「3回ストライクが宣告されたら打者は一塁に走る」というルールの中に、新たに「即アウト」の規定が盛り込まれたのである。即アウトの条件は「捕手が直接捕球すること」であるから、直接捕球できなかったらそれまで通り打者は一塁に走ることとなる。
こうして、三振・振り逃げのルールは確立されていった。今日では「三振した打者はアウトになる」という解釈のほうが一般的であるが、三振をもって打者をアウトとするルールの中には、「守備側がしっかりと球を捕ること」という精神がある。

## 実際の事例

### メジャーリーグベースボール

#### ヤンキース 対 ドジャース
1941年のワールドシリーズはニューヨーク・ヤンキースとブルックリン・ドジャースの対戦となり、ヤンキースの2勝1敗で迎えた第4戦はドジャースの本拠地であるエベッツ・フィールドで行われた。ドジャースがリードして迎えた9回表二死無走者の場面で、マウンド上にはヒュー・ケイシー、打席にはトミー・ヘンリッチ。フルカウントからケイシーが投じた球をヘンリッチが空振りし三振。試合終了でドジャースがシリーズをタイに戻したかに思われたが、捕手のミッキー・オーウェンがケイシーの投球を捕りこぼし、ヘンリッチは振り逃げで一塁に生きた。これが原因でドジャースはこの試合、最終的には逆転負けを喫し、続く第5戦にも敗北。4勝1敗でヤンキースが史上9度目のワールドシリーズ覇者となった。

#### ホワイトソックス 対 エンゼルス
2005年のアメリカンリーグチャンピオンシップシリーズはシカゴ・ホワイトソックスとロサンゼルス・エンゼルス・オブ・アナハイムの対戦となり、第2戦はホワイトソックスの本拠地であるUSセルラー・フィールドで行われた。1-1の同点で迎えた9回裏二死無走者で、ホワイトソックスのA.J.ピアジンスキーはフルカウントからの6球目を空振りし三振。これで攻守交代だと思った捕手のジョシュ・ポールは受けた球をそのままマウンドに向けて転がしてダッグアウトに戻るが、ピアジンスキーはアウトがコールされていないことに気付き一塁に走った。ダグ・エディングス球審は第3ストライクがワンバウンドしていたと判断し、にもかかわらず打者への触球も一塁への送球も行われていなかったため、振り逃げの成立を認めた。
これに対しエンゼルスのマイク・ソーシア監督は抗議を行うが受け入れられず。二死走者一塁で試合再開となり、次打者のジョー・クリーディの適時打でホワイトソックスのサヨナラゲーム。試合後、ピアジンスキーの振り逃げの判定を巡って論争が起き、これがきっかけとなって翌2006年に公認野球規則6.09(b)が改正された。

### 日本プロ野球

#### 東映 対 大毎
1960年7月19日、東映フライヤーズ対毎日大映オリオンズ（大毎）戦が駒澤野球場で行われた。3-1と東映のリードで8回表二死満塁の場面を迎えた。東映の土橋正幸は大毎の山内和弘を2ストライク3ボール から見逃しの三振に仕留めた。東映の保井浩一コーチ（この日は代理監督として指揮）は三振で攻守交代と思い込みナインをベンチに下がらせたが、このとき捕手の安藤順三は第3ストライクの投球を後逸していた。これを見逃さなかった大毎の選手は山内に一塁に走るよう指示した。山内はそのまま守備陣がいないダイヤモンドを一周し、満塁走者を一掃して自分も生還した。
東映のベンチは球審に「（山内がバットを）振っていない」「一塁に走者がいる」「振り逃げにならないのではないか」などと猛抗議した。しかし、「振り逃げ」は打者が振ったかどうかは無関係であり、二死の場面では一塁に走者がいても振り逃げは可能である。さらには見逃しであるにもかかわらず「山内のバットに触れた。チップではないか」と難癖もつけたが、もちろん認められず、最後には「山内は走塁放棄になるのではないか」とも更に難癖をつけたが、一旦アウトになったと勘違いした山内もまだベンチには入っていない ため、山内はまだ走塁を放棄しておらず進塁が認められた。
結局、東映の選手は守備に戻され、58分の中断の後にスコアは3-5、8回表二死無走者として試合が再開された。公式記録は三振と捕逸であるが、この一件は「振り逃げ満塁ホームラン」などと比喩されている。振り逃げで4得点を挙げるという珍記録により、この試合は3-5のまま大毎が勝利した。高校野球でも、この件と同様に「振り逃げ3ラン」と呼ばれる事例が起こっている（後述）。

#### 阪神 対 大洋
1967年9月23日に阪神甲子園球場で行われた阪神タイガース対大洋ホエールズ戦で、1回表二死満塁の場面。大洋の森中千香良は、2ストライク0ボールから阪神のジーン・バッキーが投げたナックルボールを空振りし、捕手の和田徹がワンバウンドで捕球した。和田は、一度はベンチに戻ろうとする森中に触球しようとしたが触球せず、また、本塁を踏めば三塁走者をアウトにすることもできたがそれもせず、ボールをマウンドに転がしてベンチに戻った。大洋側は振り逃げができると気付き、打者走者森中が一塁へ走り、三塁走者の松原誠が本塁に進んだ。阪神の藤本定義監督は選手全員をロッカールームに引き上げさせて大谷泰司球審に抗議し、その後、大谷球審を小突くなどした。大谷球審は、藤本監督を退場処分として試合再開を命じ、プレイを宣告した。しかし、阪神の選手たちがベンチから出てこなかったため、大谷球審は1分後、没収試合を宣告して、大洋の勝利とした。
振り逃げを発端とした唯一の没収試合である。ただし、初回に大洋の勝利で試合終了となり、プレーとして振り逃げは成立したが、没収試合のため記録上は無効である。

#### オリックス 対 ロッテ
1994年6月12日にグリーンスタジアム神戸で行われたオリックス・ブルーウェーブ対千葉ロッテマリーンズ戦で、3-3の同点のまま迎えた延長10回裏二死満塁の場面。千葉ロッテの成本年秀はオリックスのイチローを打席に迎えた。2ストライク1ボールからの4球目、成本が投じたフォークボールをイチローが空振りしたが、捕手の定詰雅彦がこの投球を捕逸した。イチローが一塁に達する間に三塁走者が本塁に還って試合終了、日本プロ野球史上初且つ記録上唯一の「振り逃げによるサヨナラゲーム」となった。この「サヨナラ振り逃げ」が次に発生するのは20年後である（後述）。

#### 阪神 対 ヤクルト
2007年8月2日に甲子園球場で行われた阪神タイガース対東京ヤクルトスワローズ戦で、5-6で1点リードされた9回表のヤクルトの攻撃。二死三塁、2ストライク1ボールの場面で、阪神の藤川球児が投じた4球目が本塁付近でワンバウンドし、ヤクルトの打者田中浩康はハーフスイングした。球審の土山剛弘は、これを「空振り」と判定し、第3ストライクを宣告した。捕手矢野輝弘の後逸により、投球がバックネットに達する間に三塁走者の福川将和が本塁に到達して、同点になったかに思われた。しかし、進塁義務のある打者走者の田中は、進塁を失念し本塁近辺に棒立ちだった。チームメイトの指摘により、田中は一塁に向かったが、矢野から一塁手アンディ・シーツへの送球のほうが速く、田中はアウトになった。第3アウトが打者走者の一塁到達前のアウトであるので、福川の得点は認められず、試合はこのまま阪神の勝利で終了となった。

#### 阪神 対 広島
2012年7月3日に坊っちゃんスタジアムで行われた阪神タイガース対広島東洋カープ戦で、阪神が3-2と1点リードした9回表、広島の攻撃で二死二・三塁の場面。2ボール2ストライクから阪神の投手榎田大樹の投球を広島の打者梵英心が空振りした。捕手の小宮山慎二はこの投球をミットで弾いて一塁ベンチ方向に逸らした。この間に三塁走者だけでなく二塁走者にも得点され、阪神は逆転を許した。試合はそのまま4-3で広島が勝利した。
公式記録は、梵の三振と榎田の暴投であるが、翌日のスポーツ紙では「2ラン振り逃げ」と報じられていた。2得点を許す振り逃げであるからこの表現でも誤りではない。

#### ソフトバンク 対 日本ハム
2014年5月6日に福岡 ヤフオク!ドームで行われた福岡ソフトバンクホークス対北海道日本ハムファイターズ戦で、1-1の同点で迎えた9回裏、ソフトバンクの攻撃で一死二・三塁の場面。1ボール2ストライクから日本ハムの投手増井浩俊の投球を、ソフトバンクの打者松田宣浩が空振りするが、捕手の大野奨太が後逸（記録は増井の暴投）し、これを見た三塁走者の明石健志が本塁に生還した。これによりソフトバンクがサヨナラ勝利したため、プロ野球史上2度目の「振り逃げによるサヨナラゲーム」となった。なお、上記 オリックス 対 ロッテ のケースと異なり、二死ではなかったので、振り逃げの成否はサヨナラ勝利には影響しない。（実際、松田は一塁へは走っていない。）よって、このケースはサヨナラ振り逃げではなく、サヨナラ暴投であるとNPB記録員は説明している（よって、サヨナラ振り逃げは記録上はプロ野球史上1994年の1度だけのまま）。松田は一塁へは走っていないが、振り逃げを試みることができる状態であり、三振によるアウトが成立する前にサヨナラ勝利が成立したので、振り逃げをしたものと見做された。

#### ソフトバンク 対 オリックス
2015年5月19日に北九州市民球場で行われた福岡ソフトバンクホークス対オリックス・バファローズ戦で7回表、オリックスの攻撃。二死無走者で、打者の駿太は、1ボール2ストライクから五十嵐亮太の投じたワンバウンド投球を空振りした。投球は球審に触れて後ろに逸れ、捕手の髙谷裕亮は行方を見失った。投球は、バックネットに設置された看板の上に乗っており、髙谷が見つけるまでの間に駿太は三塁まで進塁した。ソフトバンクの工藤公康監督は、このことについて審判団に抗議をしたが、責任審判員の小林和公は「ルールのとおり、インプレー（ボールデッドにならないの意）」と説明し、二死走者三塁として試合を再開させた。両チームには試合前「看板にボールが挟まった場合はボールデッドになる」と伝達されていたが、挟まった状態ではなかったためそのまま続行された。
公式記録は三振と暴投であるが、この一件は「振り逃げ三塁打」などと呼ばれている。

### 高校野球

#### 東海大相模高校 対 横浜高校
2007年7月28日に横浜スタジアムで行われた全国高等学校野球選手権神奈川大会準決勝で、東海大相模高校と横浜高校が対戦した。
4回表、東海大相模高校は3点を先制し、なおも二死一・三塁の場面。打者の菅野智之は2ストライク2ボールからの投球をハーフスイングした。球審は一塁塁審に確認し、一塁塁審がこれを空振りと判定したので、球審も右拳を挙げて第3ストライクを宣告した。だが、横浜高校のナインは、この球審のジェスチャーを「三振で打者アウト」と勘違いし、攻守交代と思って全員がベンチ前に引き揚げ、次の攻撃に備えて円陣を組んでいた。
一方、三振を取られた打者の菅野は、後ずさりする形でバッタースボックスから少し出かかっていたが、自軍ベンチからの「走れ!」という指示を受けて一塁に走り出し、打者走者の菅野を含む三人の走者が本塁まで到達した。横浜の捕手は第3ストライクの投球がワンバウンドだったにもかかわらず、打者・菅野に触球をせず一塁にも送球していなかった。さらに打者走者の菅野は、ダートサークルから出る 前に一塁に向かっており、振り逃げができる条件は整っていた。
審判団はプレイの確認のため試合を一度中断したが、協議を行った結果、このプレイによる3点の得点を認めた。両チームの監督にプレイの説明をした際、横浜の渡辺元智監督が球審のジェスチャー等に関して抗議したものの、判定は覆らなかった。横浜ナインは全員守備に戻され、スコアは6-0、4回表二死無走者の状態から試合が再開された。公式記録はあくまでも三振と暴投であるが、この一件は「振り逃げ3ラン」とも呼ばれている。試合は終盤に横浜の反撃があったが、結果的にこの4回の得点が決め手となり、6-4で東海大相模が勝利を収め決勝に進出した。
前述のプロ野球・東映対大毎の状況と全く同一のパターンである。

#### 三沢商業高校 対 八戸学院光星高校
2015年7月22日に青森市営野球場で行われた全国高等学校野球選手権青森大会決勝、三沢商業高校対八戸学院光星高校戦で、1-1の同点で迎えた延長12回裏二死一・三塁の場面。2ボール2ストライクから、光星高校の投手が投じた低めのチェンジアップを三沢商業高校の打者が空振りしたが、捕手が後逸した（記録は暴投）。打者走者は一塁へ、一塁走者は二塁へ、三塁走者は本塁へそれぞれ進塁を試みた。後逸した球を捕手は本塁に送球したが、本塁のカバーにきた投手の触球をかいくぐるクロスプレイの末、三塁走者が生還。三沢商業高校が振り逃げによるサヨナラゲームで勝利し、同年の選手権大会への出場を決めた。

### 注記
1. ↑  このため、打者側は打数がカウントされて打率・出塁率が減少し、投手側は奪三振率が上昇する。
2. ↑  暴投が記録された場合、該当する打者走者が本塁まで生還した場合は投手に失点および自責点が記録される。捕逸の場合は失点のみで自責点は記録されない。
3. ↑  本塁周辺の土の部分で、本塁を中心とした直径26フィートの円
4. ↑  リトルリーグでは、二死の場合でも振り逃げは認められていない。
5. ↑  かつて、テレビ番組「ギミア・ぶれいく」で名球会のメンバーが外国で野球を教えるコーナーの中で、三振した際に「振った・振らなかった」でもめており、プロの中にもこの辺を十分に理解していない人がいたようである。
6. ↑  改正当時の規定であり、現在は5.05(a)(2)となっている[8]。
7. ↑  当時はボールカウントをストライク、ボールの順で表していた。
8. ↑  当時の規則では、“ベンチの階段に足がかかったとき”に打者走者が進塁を放棄したと見做されアウトになっていた。
9. ↑  一死であるため、日本ハムは三塁走者をアウトにできなければサヨナラ負けを防げず、松田をアウトにしたかどうかは無関係であり、仮にアウトにしても二死となるだけである。
10. ↑  高校野球では、審判員に対して規則適用上の疑義を申し出ることは、主将、伝令または当該選手に限られている[22]。監督・野球部長が直接、審判員に対して規則適用上の疑義を申し出ることは原則的に認められない。